# Pitiquito
Pitiquito este un municipiu în statul Sonora, Mexic.
1. ↑   https://web.archive.org/web/20211128123132/http://www.inafed.gob.mx/work/enciclopedia/EMM26sonora/municipios/26047a.html, arhivat din original la 28 noiembrie 2021 Lipsește sau este vid: |title= (ajutor)
2. ↑  Institutul național de statistică, geografie și informatică
3. ↑  Institutul național de statistică, geografie și informatică
4. ↑   https://micodigopostal.org/sonora/pitiquito/ Lipsește sau este vid: |title= (ajutor)
5. ↑   http://www.snim.rami.gob.mx/ Lipsește sau este vid: |title= (ajutor)